# José Miracca
José Mirraca (né le 23 septembre 1903 et mort à une date inconnue) fut joueur de football international paraguayen, qui évoluait au poste de défenseur.

## Biographie
Il joue au Club Nacional dans le championnat paraguayen.
Il participe à la coupe du monde 1930 en Uruguay, où sa sélection nationale tombe dans le groupe D avec les États-Unis et la Belgique. Les Paraguayens finissent à la 2e place de ce dernier groupe et ne passent pas le 1er tour. 